# Košnica (Šentjur, Slovenija)
Košnica je naselje u slovenskoj Općini Šentjuru. Košnica se nalazi u pokrajini Štajerskoj i statističkoj regiji Savinjskoj. 

## Stanovništvo
Prema popisu stanovništva iz 2002. godine naselje je imalo 101 stanovnika.